# Ndian Division
Ndian Division är ett departement i Kamerun.   Det ligger i regionen Sydvästra regionen, i den västra delen av landet, 300 km väster om huvudstaden Yaoundé.